# Гастроли
Гастро́ли, ранее «га́строль» (нем. Gastrolle, от Gast — «гость» и Rolle — «роль») — выступление артиста или коллектива артистов вне места его постоянной деятельности — на чужой сцене в другом районе, городе, регионе или государстве.

## История
С XVIII и особенно со 2-й половины XIX веков гастрольной деятельностью (как у себя в стране и государстве, так и за границей) занимались крупнейшие актёры — Сара Бернар, Элеонора Дузе, Томмазо Сальвини, Павел Орленев, Вера Комиссаржевская, Энрико Карузо, Аделина Патти, Фёдор Шаляпин и многие другие. В конце XIX и в XX веков стали практиковаться выездные спектакли театров с основным составом исполнителей, в полном декорационном оформлении. Большое значение для развития мировой театральной культуры имели гастроли Мейнингенского театра, так называемые «Русские сезоны» за границей Сергея Павловича Дягилева (в них принимали участие Анна Павлова, Екатерина Гельцер, Михаил Фокин), гастроли Московского Художественного театра.
В советское время получила развитие система показа лучших спектаклей во время фестивалей, смотров, олимпиад и так далее. Советские артисты широко гастролируют за рубежом. Всемирное признание заслужили выступления Ансамбля народного танца СССР под руководством И. А. Моисеева, Краснознаменного ансамбля песни и пляски Советской Армии, хореографического ансамбля «Берёзка», многочисленных цирковых коллективов, гастроли Большого театра, МХАТа и других. В СССР систематически гастролировали лучшие театры мира («Комеди Франсэз», «Берлинер ансамбль», «Ла Скала», Королевский шекспировский театр и других), выдающиеся зарубежные артисты.
Часто гастроли сопровождаются проведением мастер-класса.